# Голомазов, Сергей Анатольевич
Сергей Анатольевич Голома́зов (род. 3 апреля 1961, Москва) — российский театральный режиссёр, актёр и педагог. Заслуженный деятель искусств Российской Федерации (2012). Художественный руководитель Рижского Русского театра имени М. Чехова с 1 октября 2018 года, художественный руководитель Театра на Малой Бронной (2007—2019). В 2014 году возглавил ТОМ Голомазова — театр, созданный выпускниками его мастерских в ГИТИСе.

## Краткая биография
- 1978—1982 — студент Московского института радиотехники, электроники и автоматики.
- 1984—1985 — слушатель режиссёрских курсов Московского Института Культуры.
- 1985—1990 — студент Государственного института театрального искусства имени Луначарского (ГИТИС), факультет режиссура драмы (мастерская профессора А. А. Гончарова), получает диплом с отличием по специальности «Актер драматического театра и кино».
- 1991 — постановка дипломного спектакля «Оглянись во гневе» по пьесе Дж. Осборна, театр им. Гоголя, г. Москва. Получает диплом с отличием по специальности «режиссёр драматического театра».
- 1992—1993 — обучение в аспирантуре ГИТИСа и преподавание режиссуры драмы и мастерства актёра на режиссёрском факультете (мастерская профессора А. А. Гончарова). Параллельно играет в Московском академическом театре им. В. Маяковского.
- 1993—1994 — режиссёр-постановщик в академическом Русском драматическом театре г. Рига.
- 1994—1997 — преподаватель режиссуры и мастерства артиста в ГИТИСе на режиссёрском факультете (мастерская профессора А. А. Гончарова).
- 1999—2001 — преподаватель мастерства актёра на кафедре режиссуры драмы ГИТИСа.
- 2001 году принят на должность главного режиссёра Московского драматического театра п/р А. Джигарханяна.
- 2001—2011 — художественный руководитель мастерской (ГИТИС, факультет режиссура драмы), выпустил два курса актёров и режиссёров (2001—2006 и 2006—2011)
- 2002—2003 — постановки во Франции.
- 2007—2019 — художественный руководитель Театра на Малой Бронной.
- 2014 — возглавил ТОМ Голомазова — театр, созданный выпускниками мастерских Сергея Анатольевича, — став художественным руководителем объединения.
- С 2018 — художественный руководитель Рижского Русского театра имени М. Чехова.

## Театральные и режиссёрские работы
- 1990 — «Розенкранц и Гильденстерн мертвы» (Том Стоппард) — Гильденстерн. Московский академический театр имени В. Маяковского.
- 1991 — «Горбун» (С. Мрожек) — студент. Московский академический театр имени В. Маяковского.
- 1993 — Ф. Саган «Когда лошадь теряет сознание» Академический Русский драматический театр им. М. Чехова г. Рига
- 1994 — Сумбатов-Южин «Соколы и вороны» Академический Русский драматический театр им. М. Чехова г. Рига
- 1997 — «Петербург» (А. Белый). Московский драматический театр им. Н. В. Гоголя, г. Москва.

Премии: Золотая маска, премия им. Станиславского, премия «Лучший дебют», премия газеты «МК»
- 1998 — «Посвящение Еве» (Э. Шмитт), Московский Академический театр им. Е.Вахтангова.

Номинация на премию «Чайка».
- 1999 — «Дрейфус» (Ж-К. Грюнберг). Московский драматический театр им. Н. В. Гоголя.
- 2000 — «Безотцовщина» (А. П. Чехов), РАТИ (театр ГИТИС).
- «Яма» (А. И. Куприн), РАТИ (театр ГИТИС).
- «Театр — Убийца» (Том Стоппард). Театр п/р Армена Джигарханяна.
- 2002 — «Бесы» (Ф. М. Достоевский). Театр «ИССАТ», г. Лион, Франция
- 2003 — «Вишневый сад» (А. П. Чехов) Театр «ИССАТ», г. Лион, Франция.
- 2004 — «Три высокие женщины» (Э. Олби) , Театр ГИТИС, Театр имени В. Маяковского, Театр на Малой Бронной.

Премии: «Хрустальная Турандот», премия Правительства Москвы, номинация на премию «Гвоздь сезона».
- 2005 — «Адриенна Лекуврер» (Эжена Скриб). Продюсерская компания «ОМИТРА».
- 2005 — «Сладкое время нереста»,(Тарас Дрозд). Московский Областной Драматический театр им. А. Н. Островского.
- 2005 — «Последний герой» (А. Мардань), Одесский театр русской драмы.
- 2006 — «Фотофиниш» (П. Устинов). Театр им. М. Н. Ермоловой.

Премии:приз «Золотой Витязь» московского театрального фестиваля «Золотой Витязь»
- 2007 — «Двенадцатая ночь» (Уильям Шекспир). Театр им. М. Н. Ермоловой.,

Премии: приз «Бронзовый Витязь» VI МТФ «Золотой Витязь».
- 2007 — «Киномания.band» — Музыкальное шоу для драматического театра, Театр на Малой Бронной

Премии: Театральная премия МК 2008—2009 г. «Лучший учебный спектакль»
- 2008 — «Плутни Скапена» (Ж-Б.Мольер). Театр на Малой Бронной.
- 2008 — «Концерт для белых трубочистов» («Хроники Доктора Прентиса») (Дж. Ортон). Театр на Малой Бронной.
- 2008 — «Аркадия» (Т.Стоппард) Театр на Малой Бронной
- 2009 — Мюзикл «Хелло, Долли!» (Дж. Германа), Московский театр оперетты

Премии: Номинация «Гвоздь сезона» СТД
- 2009 — «Варшавская мелодия» (Л. Зорин), Театр на Малой Бронной.

Премии: Хрустальная Турандот.
- 2010 — «Ревизор» (Н. Гоголь) «Театр на Малой Бронной»

Премии: Премия газеты «Московский Комсомолец».
- 2010 — «Бесы» (Ф. Достоевский) «Театр на Малой Броной»

Премии: Премия газеты «Московский Комсомолец»
- 2011 — «Метод Гренхольма» (Ж. Гальсеран) Рижский театр русской драмы им. М. Чехова.
- 2011 — «Палата № 6» (А. Чехов), Театр на Малой Бронной.
- 2012 — «Коломба, или „Марш на сцену!“» (Ж. Ануй), Театр на Малой Бронной
- 2012 — «Почтигород» (по пьесе американского актёра и драматурга Джона Кариани «Almost,Main»), Театр на Малой Бронной
- 2013 — «Дрога на Дувр» (А. Милн) Рижский театр русской драмы им. Чехова.
- 2014 — «Кан-Кун» (Ж. Галсеран), Театр на Малой Бронной.
- 2014 — «Формалин» (А. Королев), Театр на Малой Бронной
- 2015 — «Особые люди», (А. Игнашов), ТОМ Голомазова

Премии: Премия «Театрал» Лучший социальный проект.
- 2015 — «Опасный поворот» (Дж. Пристли), Рижский Русский драматический театр им. Чехова
- 2016 — «Кроличья нора» (Эбейр), Театр на Малой Бронной, Москва

Премии: «Гвоздь сезона»
- 2017 — «Салемские ведьмы» (А. Миллер), Театр на Малой Бронной.
- 2017 — «Почтисчастье» Д. Кариани, Рижский Русский драматический театр им. Чехова.
- 2017 — «1900-й. Легенда о пианисте», Рижский Русский драматический театр им. Чехова
- 2018 — «Мещане. Попытка прочтения» ТОМ Голомазова
- 2019 — Григорий Горин «Тиль», Театр на Малой Бронной, Москва
- 2018 — Художественный руководитель Рижского Русского театра им. М. Чехова.
- 2019 — «Граф Монте-Кристо. Я — Эдмон Дантес», Рижский Русский драматический театр им. Чехова
- 2019 — Жоржи Гальсеран «Канкун», Рижский Русский драматический театр им. Чехова
- 2021 — Артур Миллер «Случай в Виши», Рижский Русский театр им. М. Чехова
- 2022 — Федор Достоевский «Село Степанчиково», Рижский русский театр им. М. Чехова.
- 2022 — Роберт Болт «Да здравствует Королева, виват!», Рижский русский театр им. Чехова.
- 2022 — Евгений Шварц «Обыкновенное чудо». Русский театр в Таллине.
- 2023 — Вуди Ален «Централ Парк Вест», Рижский Театр М. Чехова.
- 2023 — Пьер Огюстен Канон де Бомарше, «Женитьба Фигаро», Русский театр в Таллине.
- 2023 — Альбер Камю «Калигула», Рижский театр им. М. Чехова.
- 2024 — Мольер, «Тартюф» Рижский театр им. Чехова.
- 2024 — А. С. Пушкин, «Дубровский», Русский театр в Таллине.
- 2025 — Л. Сигова, «КАБИРИЯ», Русский театр в Таллине.

## Фильмография
- 2018 — «Хор»

## Награды и звания
- Заслуженный деятель искусств Российской Федерации (5 мая 2012 года) — за заслуги в области театрального искусства[1].